# Funeral
Funeral (с англ. — «Похороны») — дебютный студийный альбом канадской инди-рок-группы Arcade Fire, выпущенный в 2004 году на лейбле Merge Records. Релиз был встречен критиками с огромным одобрением и номинировался на «Грэмми» в категории «Лучший альтернативный альбом» (уступив в итоге Get Behind Me Satan The White Stripes); в конце десятилетия New Musical Express включил его в список лучших альбомов 2000-х под номером 7, Rolling Stone в аналогичном топ-100 присудил ему шестое место, а в «Top 200 Albums of the 2000s» по версии Pitchfork он стал вторым, уступив лишь Kid A Radiohead. Первое место альбом занял в списке Essential 50 по версии Clash.

## Об альбоме
На звучание и содержание Funeral во многом повлияли печальные события, произошедшие в семье Уина Батлера и Реджин Шассан во время работы над пластинкой: в 2003 году умерла бабушка Шассан, через несколько месяцев скончался дед Уина и Уильяма Батлеров, свинг-музыкант Альвино Рэй (кроме того, весной ещё один из участников Arcade Fire, мультиинтструменталист Ричард Парри, потерял тётку). Критик Зет Ланди (PopMatters) назвал его «одновременно и мучительным, и необыкновенно красивым, театральным и в то же время искренним», тогда как Роберт Кристгау нашёл его, при всех его достоинствах, «несколько излишне драматизированным».

## Список композиций
1. «Neighborhood #1 (Tunnels)» — 4:48
2. «Neighborhood #2 (Laïka)» — 3:31
3. «Une Année Sans Lumière» — 3:40
4. «Neighborhood #3 (Power Out)» — 5:12
5. «Neighborhood #4 (7 Kettles)» — 4:49
6. «Crown of Love» — 4:42
7. «Wake Up» — 5:35
8. «Haiti» — 4:07
9. «Rebellion (Lies)» — 5:10
10. «In The Backseat» — 6:20

Бонус-треки японского издания
1. «My Buddy» (Alvino Rey Orchestra) — 2:35
2. «Neighborhood #3 (Power Out)» (August Session) — 5:35
3. «Brazil» — 3:56
4. «Neighborhood #3 (Power Out)» (Live at the Great American Music Hall) — 5:57